# كيث بويس
كيث بويس (11 أكتوبر 1943 - 11 أكتوبر 1996 في باربادوس) (بالإنجليزية: Keith Boyce)‏ هو لاعب كريكت باربادوسي. شارك مع منتخب الهند الغربية للكريكت ومنتخب باربادوس الوطني للكريكت. أما مع النوادي، فقد لعب مع نادي مقاطعة ساسكس للكريكت ‏.

## وصلات خارجية
- كيث بويس على موقع إي آس بي آن كريك إنفو (الإنجليزية)